# Šimon Plachý z Třebnice (starší)
Šimon Plachý z Třebnice (1560 Horšovský Týn – 8. října 1609 Plzeň) byl plzeňský městský písař, radní a primátor města Plzně.

## Život
Pocházel z významné měšťanské rodiny původem z Horšovského Týna, povýšené roku 1567 do vladyckého stavu. Po studiích na zahraničních univerzitách se stal písařem na radnici v Horšovském Týně. V roce 1587 se přestěhoval do Plzně, kde získal měšťanské právo. Byl členem městské rady, prvním radním písařem a po tři roky plzeňským primátorem. V letech 1604–1606 zasedal jako poslanec na českém zemském sněmu v Praze. Jeho starší syn, jezuita Jiří Plachý-Ferus, působil jako učitel v pražském Klementinu a kazatel, mladší syn Šimon byl písařem v Českých Budějovicích. Kromě dvou synů měl také 3 dcery. Jeho zetěm se okolo roku 1600 stal Kašpar Ladislav Stehlík z Čeňkova, příslušník měšťanského rodu povýšeného do šlechtického stavu, magistr (mistr) svobodných umění, absolvent Univerzity Karlovy, který mj. působil jako jeden z prvních českých astronomů.
Zemřel roku 1609 a byl pohřben v kostele sv. Bartoloměje v Plzni.
Zanechal po sobě česky psané Paměti města Plzně, které zachycují nejdůležitější události od nejstarší doby až do roku 1604.